# Sadirac
Sadirac – miejscowość i gmina we Francji, w regionie Nowa Akwitania, w departamencie Żyronda.
Według danych na rok 1990 gminę zamieszkiwało 2899 osób, a gęstość zaludnienia wynosiła 152 osób/km² (wśród 2290 gmin Akwitanii Sadirac plasuje się na 146. miejscu pod względem liczby ludności, natomiast pod względem powierzchni na miejscu 568.).